# Hall (konstruktor)
Hall – amerykański zespół i konstruktor wyścigowy, założony przez mechanika Karla Halla. W latach 1949–1964 uczestniczył w wyścigu Indianapolis 500.

## Wyniki

### Jako konstruktor
| Rok  | Kierowca        | Nr | Kwal. | Wynik | Okr. | Lider | Uwagi    | Źródło |
| ---- | --------------- | -- | ----- | ----- | ---- | ----- | -------- | ------ |
| 1949 | Milt Fankhouser | 73 | NZ    |       |      |       |          | [ 2 ]  |
| 1949 | Manny Ayulo     | 73 | NZ    |       |      |       |          | [ 2 ]  |
| 1951 | Bill Mackey     | 71 | 33    | 19    | 97   | 0     | sprzęgło | [ 3 ]  |

### Jako zespół
| Rok  | Kierowca        | Samochód                 | Nr | Kwal. | Wynik | Okr. | Lider | Uwagi          | Źródło |
| ---- | --------------- | ------------------------ | -- | ----- | ----- | ---- | ----- | -------------- | ------ |
| 1950 | Milt Fankhouser | Stevens-Offenhauser      | 41 | NZ    |       |      |       |                | [ 4 ]  |
| 1956 | Marvin Pifer    | Ewing-Offenhauser        | 75 | NZ    |       |      |       |                | [ 5 ]  |
| 1958 | Dempsey Wilson  | Kuzma-Offenhauser        | 71 | 32    | 15    | 151  | 0     | pedał sprzęgła | [ 6 ]  |
| 1959 | Chuck Arnold    | Kurtis Kraft-Offenhauser | 71 | 21    | 15    | 200  | 0     |                | [ 7 ]  |
| 1960 | Bill Homeier    | Kuzma-Offenhauser        | 39 | 31    | 13    | 200  | 0     |                | [ 8 ]  |
| 1960 | Russ Congdon    | Kurtis Kraft-Offenhauser | 79 | NZ    |       |      |       |                | [ 8 ]  |
| 1961 | Bert Brooks     | Kurtis Kraft-Offenhauser | 79 | NZ    |       |      |       |                | [ 9 ]  |
| 1964 | Gig Stephens    | Kurtis Kraft-Offenhauser | 63 | NZ    |       |      |       |                | [ 5 ]  |